# Вилла Петрайя
Вилла Медичи Ла Петрайя (итал. La Villa Medicea La Petraia) — вилла (загородный дворец), расположенная вблизи холмов Кастелло (ранее пригород, теперь часть Флоренции), на улице Петрайя, 40. Это одна из самых красивых и знаменитых вилл семьи Медичи, расположенная в панорамном месте с видом на Флоренцию.
С декабря 2014 года виллой управляет Министерство культурного наследия через Музейный центр Тосканы, который в декабре 2019 года стал Дирекцией региональных музеев. С 2013 года вилла Ла Петрайя включена в серийный комплекс вилл и садов Медичи в Тоскане (sito seriale delle Ville e Giardini Medicei in Toscana), входящий в список Всемирного наследия ЮНЕСКО.

## История
В 1364 году дворец Петрайя принадлежал семье Брунеллески, пока Палла Строцци не приобрела его в 1422 году и не расширила владения, купив прилегающие земли.
В первой половине XVI века вилла перешла в собственность семьи Салютати, которая около 1544 года продала виллу великому герцогу Тосканы Козимо I Медичи, который в 1568 году подарил её своему сыну, кардиналу Фердинанду. Работы по расширению виллы активизировались в 1587 году, после того как Фердинанд стал великим герцогом. В результате мощных земляных работ «каменистая» природа этого места (итал. рetraia — полная камней) превратилась в систему садовых террас с главным зданием наверху.
Проект виллы традиционно приписывают Бернардо Буонталенти, хотя точных подтверждений этому нет. Вилла реорганизована и расширена вокруг центральной башни XIV века, которая была превращена в бельведер — смотровую площадку (в XIX веке на башне появились часы). Общая планировка была заимствована из созданной несколькими годами ранее виллы Медичи на холме Пинчо в Риме, где Фердинанд провёл большую часть своей жизни в качестве кардинала. Поэтому основные изменения коснулись сада, который превратился в три большие террасы. На верхней находилось само здание виллы.
Первую террасу занимал сад карликовых растений, настоящая редкость, заинтриговавшая другие европейские дворы; на втором «уровне питомника» (Piano del Vivaio), доминировал большой бассейн с двумя лестничными маршами по сторонам, на этом уровне располагались клумбы с «простыми» растениями (Giardino dei Semplici), посаженными в соответствии с геометрической планировкой, и два симметричных здания с лоджиями по сторонам; третью террасу, самую большую, занимали две большие эллиптические площадки с деревьями и крытыми переходами; по всему саду были рассажены цитрусовые в горшках и «шпалеры» апельсиновых деревьев, за пределами которых простирался дикий лес.
Вилла Петрайя была создана для жилья, а не для представительства, как Вилла Кастелло или для охоты, как виллы Медичи на склонах Монте-Альбано. Это, в частности, объясняет наличие полезных, а не декоративных, растений и отсутствие статуй и фонтанов.
После свадьбы великого князя Фердинанда I Медичи и Кристины Лотарингской в 1589 году вилла отошла к его жене Кристине. Она пригласила живописца Бернардино Поччетти для росписи домашней капеллы и Козимо Дадди для создания «праздничных фресок Лотарингского дома» во внутреннем дворике (цикл «Подвиги Гоффредо ди Бульоне при взятии Иерусалима»).
В 1609 году вилла перешла к Лоренцо Медичи, сыну Фердинандо, который обогатил её драгоценным живописным циклом «Летописи, или Анналы, Медичи» (Fasti medicei) — шедевром Бальдассарре Франческини, известным как Иль Вольтеррано, который до настоящего времени украшает лоджии внутреннего двора (1636—1647). Общей реконструкцией виллы занимался архитектор Джулио Париджи.
В новом столетии вилла настолько потеряла интерес в глазах своих владельцев, что её постепенно разбирали. Однако в 1785 году виллу приобрёл великий герцог Пьетро Леопольдо из династии Габсбургов-Лотарингов, он отремонтировал комнаты, восстановил убранство и перестроил сад. Из парка Виллы Кастелло перенесли «Фонтан Флоренции», созданный Никколо Триболо, Пьерино да Винчи и Джамболоньей, автором статуи Венеры (в настоящее время заменённой копией). Фонтан перенесли в восточный сад виллы, который с тех пор называют «Плошадкой статуэтки» (Piano della Figurina).
В 1816 году реставрационными работами на вилле руководил архитектор Джузеппе Манетти. Романтический «английский парк» возник в 1829 году, когда Пётр Леопольд II Лотарингский призвал богемского садовника Йозефа Фрича, который к тому времени создал парк виллы Пратолино. Новый владелец намеревался соединить два соседних владения: Кастелло и Петрайя. Так в 1833 году появилась большая каретная аллея, соединяющая обе.
Позднее виллу обустраивали новые владельцы из Савойского дома. Вилла была снова обставлена, на этот раз ценной мебелью, которую Савойи «унаследовали» от правящих домов старых итальянских государств после Объединения Италии. Так, предметы мебели, ковры, картины поступали из вилл и королевских дворцов Лукки, Модены, Пьяченцы и других вилл Медичи. В 1911 году была составлена опись обстановки, которая послужила основным источником для реконструкции и расположения современной музейной планировки; многие потолки также были украшены белой и золотой лепниной и картинами в стиле гризайль. Работами руководили архитекторы Королевского дома, уроженцы Турина Фабио Нути и Джузеппе Джарди.
В 1919 году вилла была передана в дар итальянскому государству. После 1984 года, когда был основан Национальный музей, она стала объектом последовательной реконструкции.

## Интерьер виллы и произведения искусства
Через вестибюль, ведущий в некоторые второстепенные комнаты, посетитель попадает в крытый внутренний двор, лоджии которого украшены фресками, составляющими главную художественную ценность виллы. На двух главных стенах изображены деяния Готфрида Бульонского при взятии Иерусалима, написанные Козимо Дадди они датируются примерно 1590 годом. Под сводами боковых лоджий изображены «Летописи, или Анналы, Медичи» (Fasti medicei, 1636—1647) — шедевр Бальдассарре Франческини, известного как Иль Вольтеррано. Сцены свободны от хронологической последовательности и выстроены в виде серии больших исторических картин, прославляющих Дом Медичи. Этот живописный цикл уступает только циклу Салона Льва в Поджо-а-Кайано.
В так называемой Гобеленовой, или Красной, комнате экспонируются фламандские шпалеры XVII века. Музыкальный зал получил своё название от большой фортепианной фисгармонии, построенной в Неаполе в 1868 году. Стены покрыты французским малиновым бархатом на жёлто-золотом фоне. Антикварная мебель относится в основном к стилю ампир, типичному для первого десятилетия XIX века.
С правой стороны двора имеется доступ к двум комнатам, в которых размещены ценные скульптуры, вывезенные в целях консервации из парка виллы и из сада соседней виллы Кастелло. К ним относится бронзовая группа «Поединок Геркулеса и Антея» (часть «Фонтана Геркулеса» Н. Триболо), созданная Бартоломео Амманати (1559—1560), серия бронзовых путти, которые украшали фонтан: три Пьерино да Винчи и один Никколо Триболо; а также фрагменты античных скульптур, собранных в разное время владельцами виллы. На втором этаже виллы экспонируются китайские акварели на шёлке и европейские произведения в стиле шинуазри.
Кабинет обставлен мебелью XIX века из тёмного красного дерева, а в так называемой «Комнате империи» (Sala Impero) демонстрируется мебель наполеоновского периода. Голубая комната получила своё название от синих шёлковых обоев и обставлена мебелью в стиле рококо, но датируемой следующим веком, когда была широко распространена мода на неостили.
Во дворце демонстрируется уникальная картина фламандского живописца Джусто (Юстуса) Утенса (Giusto Utens), находившегося на службе Медичи в 1599—1602 годах. Сохранилось четырнадцать изображений вилл в формате люнетов. Серия показывает виллы с садами, скульптурами и фонтанами, которые принадлежали семье Медичи к 1599 году. «Люнеты вилл» ранее экспонировались во флорентийском городском Музее Истории и Топографии: «Музей Флоренции какой она была» (Museo di Firenze Com’era) до его закрытия в 2010 году. В 2014 году они были перенесены в новую постоянную галерею на виллу Петрайя.
- Осевая аллея
- Верхняя терраса
- Фонтан
- Фонтан Венеры
- Кортиле (внутренний дворик)
- Столовая, или Красный зал
- Студиоло Виктора Эммануила II
- Комната графини Мирафиори
- Музыкальная гостиная